# 市川崑
市川 崑（いちかわ こん、幼名：市川 儀一、1915年（大正4年）11月20日 - 2008年（平成20年）2月13日）は、日本の映画監督。
娯楽映画からドキュメンタリー、さらにはテレビ時代劇ドラマまでを幅広く手がけ、長期間映画制作に取り組んだ。主な監督映画に『ビルマの竪琴』『炎上』『おとうと』『鍵』『東京オリンピック』『股旅』の他、『犬神家の一族』をはじめとする金田一耕助シリーズなどがあり、主なテレビドラマの演出作品に『木枯し紋次郎』がある。

## 来歴

### 戦前
1915年（大正4年）11月20日、三重県宇治山田市（現・伊勢市）に生まれる。呉服問屋の4人姉弟の長男末っ子として生まれたが、父親が急死し、後に呉服問屋も倒産したため、4歳から次女の嫁ぎ先である大阪市西区九条に母親と共に移り、母と次女、次女の娘と一緒に幼少生活を送る。家庭環境は良好だったが、次女の夫は大阪商船の機関長で遠洋航海に出ることが多く、家に不在の時期も多かった。また、母親が48歳の時に生まれ、唯一の男子であったため甘やかされて育ったという。九条第一尋常高等小学校（現・大阪市立九条東小学校）に進学したが、母親が京都に移り住むことになり、朱雀第一尋常高等小学校（現・京都市立朱雀第一小学校）に転校した。在学中に脊椎カリエスの発症疑いと診断されて、三女の嫁ぎ先がある長野県更級郡篠ノ井町に母親と共に転地療養する。しかし、半年で完治したため再び大阪に戻り、大阪市立市岡商業学校に進学。その後、三女の姉の再婚先である広島市の家に母親が同居するのに合わせて、市川も広島へ移り住む。広島在籍時、1944年（昭和19年）に1度目の召集令状が来て、東京の仕事先である砧撮影所から餞別を貰って広島の連隊に向かうが、身体検査で脊椎カリエスを申告したため、即日帰郷の扱いを受ける。翌年の1945年（昭和20年）4月に2度目の召集令状が来て、同じ広島の連隊で身体検査を受けたが、盲腸の不具合を感じて軍医に申告したところ、「手術をするなら軍の病院でもやるし、お前の知っている町の病院でもいいし、どうする？」と質問され、「かかりつけの医者でします」と即答して家族の元に帰された。しかし当時、市川にかかりつけ医はおらず、咄嗟に出たウソだったが、念のため広島市内の病院で診察を受けると、腹膜炎になる寸前と診断されて緊急手術を受けた。退院後、身の振り方を市役所に問い合わせたところ、帰京を勧められて東京に戻ったため、後に広島に投下される原子爆弾の被害に遭わなかった。
出生名は市川儀一という名前で、17、8歳の頃、市川崑に改名した。改名の理由は本名と通称の名前が二つあることに不便さを感じたためである。「市川崑」の命名者は市川の叔父で、趣味の姓名判断が高じて、中国にある崑崙山脈から着想し、「儀一は良くない。字画もいいし、名前を縦に真ん中からパッと割って、左右同じだと将来性がある」と市川に改名を勧めた。市川自身はどうでも良かったと述懐しているが、その頃、漫画家の清水崑が売り出していて、市川も清水の名前と絵柄を気に入っていたこともあり、叔父の勧めに応じたという。後年に清水と面会し、共に通称と筆名であることが判明して、二人で大笑いし合ったという。17歳のときに、幼少時代にいつも見かけていた近所の質屋の娘をモデルに書いた『江戸屋のお染ちゃん』を『週刊朝日』の懸賞小説に投稿し当選する。
幼少期から絵を描くことが好きで、近所の茨住吉神社の周辺には活動写真館や芝居小屋が数軒並んでおり、5、6歳の頃には尾上松之助主演の『児雷也』を鑑賞する等、演劇に身近に触れる環境があった。映画は洋画・邦画問わず鑑賞したが、市川自身は邦画のチャンバラ映画が好きで、市川百々之助や高木新平、阪東妻三郎のファンであった。中でも伊丹万作監督の『国士無双』が大のお気に入りだったという。そしてチャンバラ映画を鑑賞するとすぐに近所の子供たちを集めて、木刀や鬘、メーキャップまでお手製の本格的なチャンバラごっこをする傍ら、鑑賞した役者たちの似顔絵を画用紙に描くことを日課としていた。これが好評で、将来は画家で生計を立てたいと思うようになるが、勉強のため画塾に通っていた頃にアニメーション映画『シリー・シンフォニー』を鑑賞して漫画映画の制作を志すようになる。1933年（昭和8年）、親戚の伝手を頼り、京都のJ.O.スタヂオ（のち東宝京都撮影所）のトーキー漫画部に入り、アニメーターの助手 を務める。当時は二コマ撮りフル・アニメが主流だったが、トレスマシンもなく、1枚ずつセルロイドに複写する作業を半年以上かけることもざらだった。アニメ制作は下絵描きからスタートしたが、当時のアニメは劇映画の添え物で、商売にはならなかった。それでも『ミッキー・マウス』や『シリー・シンフォニー』などのフィルムを借りて一コマ一コマを克明に分析研究し、映画の本質を学んだ。
1935年（昭和10年）、J.O.スタヂオの社長である大沢善夫が劇映画を製作することになり、トーキー漫画部は大幅に人員を縮小され、アニメーターは市川だけとなる。この頃、作曲以外の脚本・作画・撮影・編集をすべて一人でおこなった6分の短編アニメ映画『新説カチカチ山』を発表するが、市川がアニメ制作を行う少し前から、J.O.スタヂオを日活の子会社である太秦発声が借りて劇映画を製作しており、山中貞雄監督の『河内山宗俊』や『街の入墨者』の撮影現場を見学したり、J.O.スタヂオが東和商事から輸入した欧州映画の字幕制作を請け負っていたりした関係から『にんじん』や『商船テナシチー』、『未完成交響楽』、『春の調べ』などを検閲前に観ることができ、漠然と劇映画への傾倒を強めていった。その後、J.O.スタヂオが自主製作した『百万人の合唱』がヒットし、続けて製作した『かぐや姫』もヒットしたことで、トーキー漫画部は閉鎖となり、市川は実写映画の助監督部に転籍する。伊丹万作とアーノルド・ファンクが共同監督した『新しき土』、円谷英二監督の『小唄礫・鳥追お市』、永富映次郎監督の『勝太郎子守歌』などで雑用係をやった後、石田民三監督の『夜の鳩』から本格的な助監督の仕事をするようになる。その後、1937年（昭和12年）にJ.O.スタヂオは写真化学研究所（Photo Chemical Laboratory、通称 PCL）と合併して東宝映画株式会社となるが、J.O.スタヂオ - 東宝映画時代は助監督として石田民三のほかに伊丹万作、並木鏡太郎、中川信夫、青柳信雄、佐伯清、阿部豊に師事している。特に米国仕込みのモダニストとして鳴らした阿部の影響は大きく、阿部作品からは後年『細雪』（映画）『戦艦大和』（テレビ）『足にさはった女』（映画、テレビの両方）をリメイクしたほか、師が断念した『破戒』もテレビと映画の両方で実現している。さらには、市川の監督デビュー作となった1948年（昭和23年）の『－「眞知子」より－ 花ひらく』では阿部がプロデューサーを務め、1955年（昭和30年）の『青春怪談』では師弟競作まで行った。京都撮影所の閉鎖にともなって、1939年（昭和14年）、23歳の時に東京の砧撮影所に転籍する。転籍後初めて担当したのは石田民三監督の『喧嘩鳶』である。
1970年代以降の東宝は自社制作が極端に少なくなったが、そのうちのかなりの本数を市川に委ねた。市川は東宝争議の際、組合離脱派の助監督の中心となった勲功もあって監督昇進後まもなく呼び戻されているが、日活に引き抜かれて以降は完全に疎遠状態であった。関係が復活したのは撮影所システムの崩壊後である。東宝および直系子会社が主に出資した作品を東宝映画とみなした場合、製作分離した1970年代以降で16本を市川が監督した。これ以外に他社主導出資や製作委員会方式で東宝撮影所使用の作品が多数ある。

### 戦後

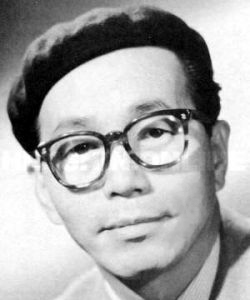
1950年代前半

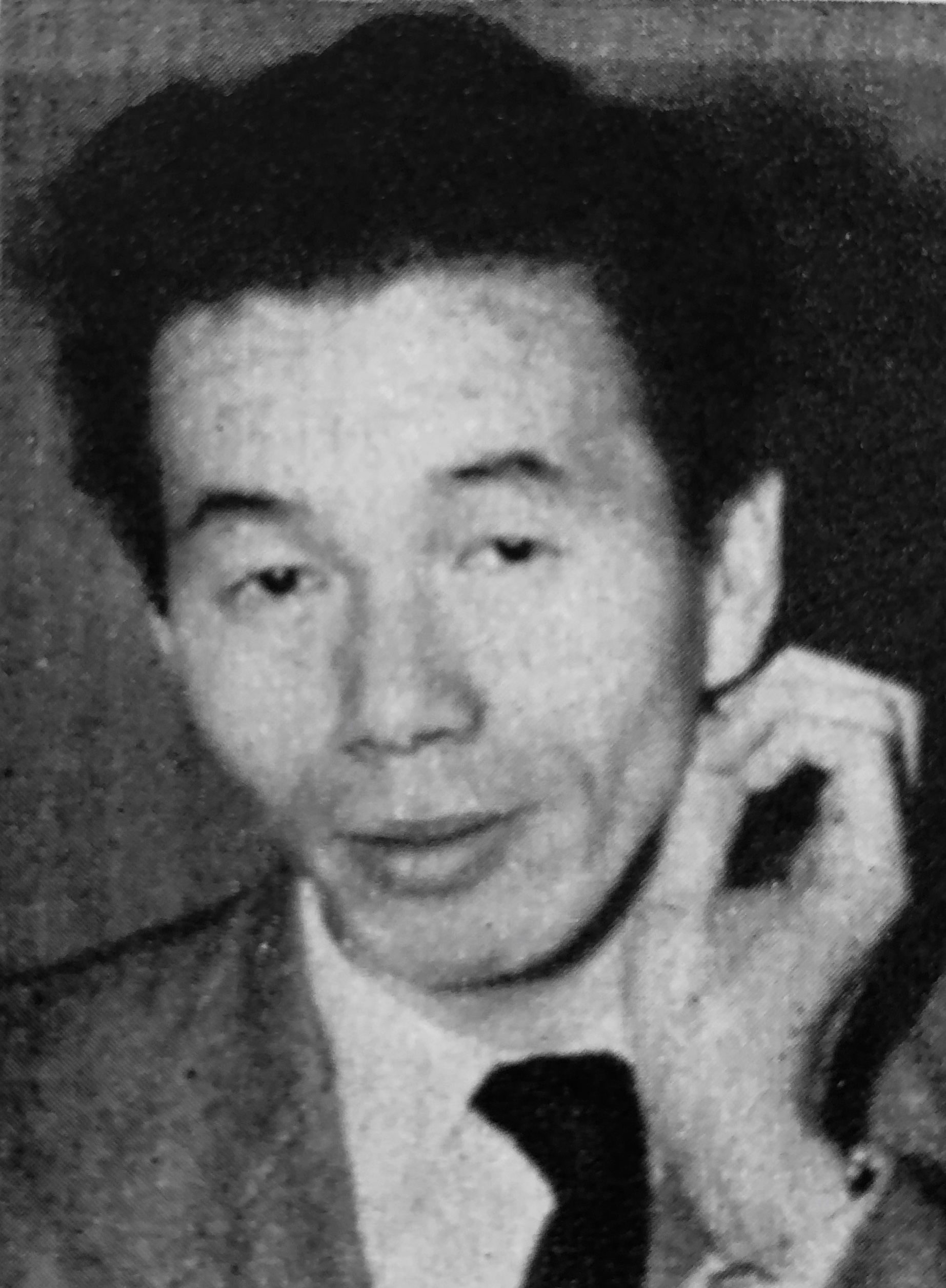
1954年

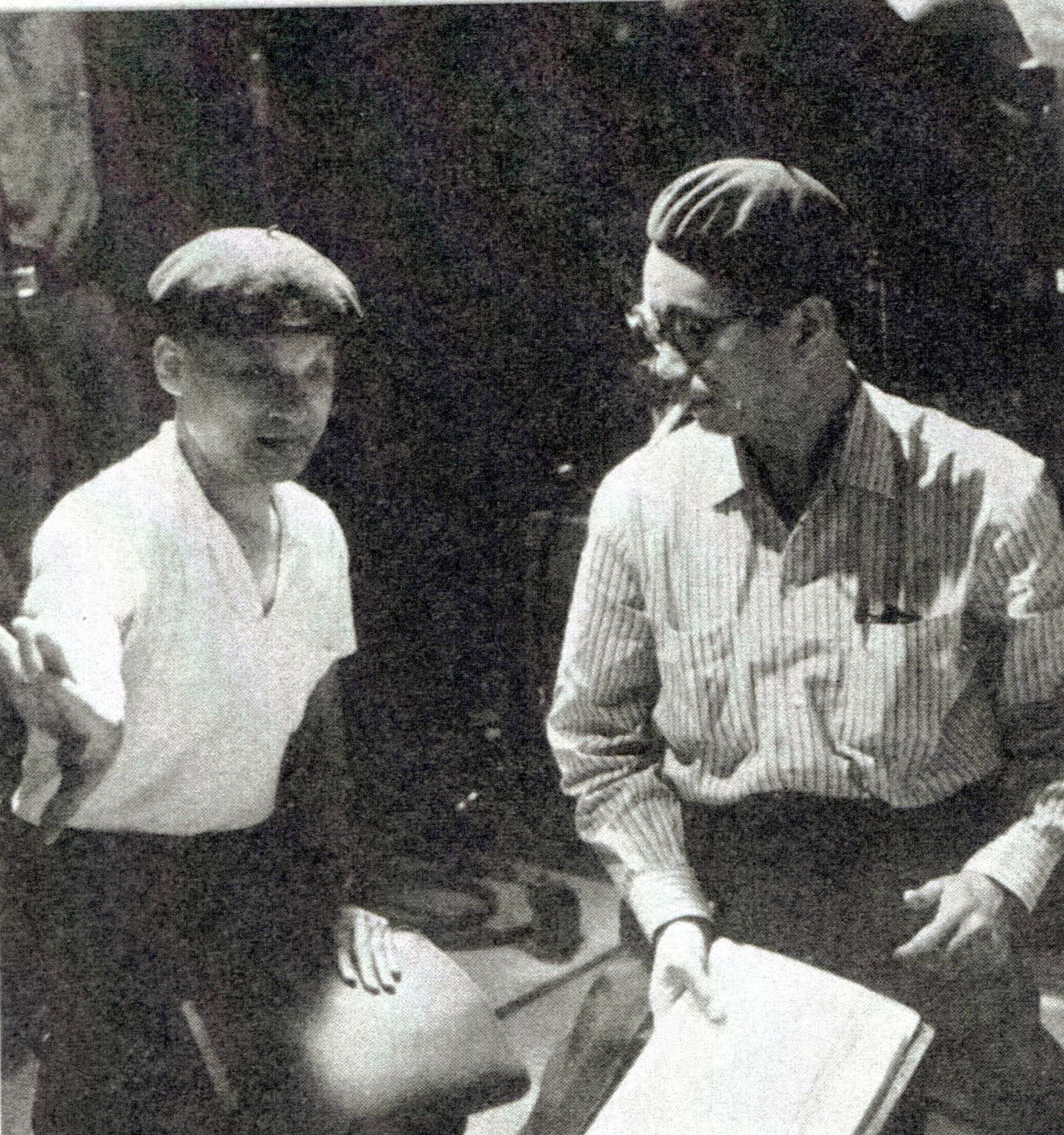
日本映画撮影監督協会『映画撮影』第6号(1963)より市川崑(右)と宮川一夫(左)

広島にいた母を含む家族8人全員が1945年8月6日、原爆に被爆したが全員無事であった。東京にいた市川は、仕事先である砧撮影所の所長だった森岩雄から原爆投下を聞かされ、直ぐに帰郷を決断するが、森から「今行くと、ガレキの下から強烈な煙（放射能）が出ていて、それを吸うと死ぬぞ」と止められた。数日後、家族からの手紙で全員の無事を確認し、無理を承知で広島に向かい、自分の家の跡さえ分からない被爆直後の広島の荒涼ぶりを目の当たりにしている。1945年（昭和20年）の終戦後の秋には、20分ほどの短編人形劇である『娘道成寺』を東宝第三撮影所で作り上げた。軍が慰問用に東宝へ製作を委嘱した人形映画で、古典『道成寺』の新解釈を試みた市川は、脚本を長谷部慶次と共同で書き上げ、浅野孟府の実弟である浅野龍麿と共同で制作し、人形操作に結城孫三郎、長唄に芳村伊十郎、三味線に岡安喜三郎を各々依頼する等したが、戦後、GHQの事前検閲制度で、撮影開始前である戦中時に作られた脚本がGHQの検閲を受けていないと判断されてお蔵入りとなる。同時期に『猫にはなってみたけれど』という人形劇映画の撮影に取り掛かっていたが、こちらも終戦で製作中止となっている。終戦の報を、市川は29歳の時、世田谷祖師谷の焼夷弾で穴が開いた借家の屋根を修理中に知り、その時には実写の助監督に戻っていた。その後、市川は実写映画に活動の場を移し、アニメーションから実写映画に転身して成功を収めた、数少ない映画人となる。
戦後、左翼化するスタッフたちに共鳴できず、自身を「人間派」と自称した市川だったが、1946年（昭和21年）に発生した東宝争議では、「理詰めだけでは映画は作れない。脱退した方は人数も少なくて大変だろう」という理由 で組合離脱派を支持し、会社側を喜ばせた。その後、離脱派が結成した新東宝撮影所に活動を移したが、当時の新東宝は、助監督が監督に昇進するには映画を三本撮ってそれが及第点なら会社として契約するという規約があり、撮影所の所長から「そろそろ、一本撮る心づもりをしておいてくれ」と声をかけられ、やがて新東宝から高峰秀子を主演に新しい女性映画を作って欲しいというオーダーが入った。この時、デビュー作の原作となった野上弥生子作の小説『眞知子』を選出したのは、同じく組合離脱派で、後に2度目の結婚をする和田夏十だった。こうして1948年（昭和23年）に製作された『－「眞知子」より－ 花ひらく』は、新東宝がプロデューサーに恩師の1人である阿部豊を、脚本に八住利雄、撮影に小原譲治、そして主演の高峰の相手役に上原謙を起用する等、失敗が無いようお膳立てを行った。その後、同年に発表した『三百六十五夜 東京篇・大阪篇』の2部作の大ヒットで監督に昇進し、新東宝で11本、東横映画で1本映画を撮った後、1951年（昭和26年）に藤本真澄に誘われ東宝に復帰した。この時期は『プーサン』や『億万長者』などの異色風刺喜劇や早口演出の『結婚行進曲』、大胆な映像処理の『盗まれた恋』などの実験的な作品で話題を呼んだが、『三百六十五夜』のような、オーソドックスなメロドラマを大ヒットさせて、『メロドラマの名手』と評されたこともある。
1955年（昭和30年）には、その前年に映画制作を再開したばかりの日活に移籍する。日活再建を主導していた取締役の江守清樹郎が、新生日活の記念すべき第1作目を市川に監督して貰おうと、相当な額の監督料を積んで自ら移籍を頼みに来るなど前々からオファーはあったが、映画の題材が『三百六十五夜』のようなメロドラマで、「メロドラマの名手」から卒業したいと思っていた市川は一度はこれを固辞する。しかし日活側は諦めず、代替として『青春怪談』の映画化を持ちかけるなどしていたが、市川の親友であった日活プロデューサーの高木雅行が『ビルマの竪琴』の映画化権を取ったことを知ると、同作の監督になることを熱望して日活への移籍を決断する。監督の条件だった前述の『青春怪談』を撮り終えた後に取り掛かった『ビルマの竪琴』だったが、製作準備がゴタついて撮影に中々入れず、その間に夏目漱石原作の『こゝろ』を映画化して、ようやく『ビルマの竪琴』の撮影に入るが、国際情勢でビルマロケが滞ったことを巡って、封切り日を重視する日活側と対立する。作品を二部作に分割上映することで折り合いをつけるものの、撮影完了後に「総集編」の扱いでまたもや対立し、日活側が、市川が再編集した「総集編」とは別に、「第一部」と「第二部」をそのまま繋げたバージョンを勝手に完成させて地方上映を敢行させたことで決裂は決定的となった。
1956年（昭和31年）に日活を辞めて大映に移籍する。日活在籍時に大映の常務だった松山英夫から声をかけられており、既に名カメラマンとして名を馳せていた宮川一夫と仕事がしたい気持ちもあったという。しかし、移籍後の第1作目として企画、映画化された『処刑の部屋』は、当時の太陽族を扱った作品としてヒットしたものの、青少年の性犯罪を誘発させる有害な映画だとして、朝日新聞の井沢淳ら批評家から猛批判され、一部の映画館が年齢制限を設けるなど問題作となった。市川は後に、上映禁止を主張する批判記事を書いた井沢と映画誌上で論戦を交わすなど、図らずも映画作り以外の場で脚光を浴びることとなった。その後、次回作について大映の重役でもあった作家の川口松太郎に相談したところ、泉鏡花の『日本橋』と永井荷風の『おかめ笹』の二者択一を提案され、前者を選んで映画化した。映画『日本橋』は明治時代の日本橋周辺を描き、市川にとって初のカラー作品でもあったが、泉鏡花の世界観を表現するために小道具や背景などの色調をグレーで統一する実験的な試みも行い、昭和31年度の芸術祭に参加するという高評価を得た。その後は、高度成長期のストレス社会を描いた喜劇映画の『満員電車』や、木下恵介監督の『楢山節考』に影響されて企画した『東北の神武たち』を東宝で映画化する。そして、会社の企画部から打診された三島由紀夫の『金閣寺』の映画化を大映京都で取り組むが、事実と相反する描写を映像化されることを危惧した金閣寺側が映画化に猛反対し、製作が半年間中断したので、穴埋め映画として、米国小説『すばらしき罠』を脚色映画化した『穴』を発表する。結局、原作名に「金閣寺」を記載し、映画の題名と作中の寺院名を、妻で脚本も担当した和田夏十が発案した『炎上』・「驟閣寺」に変更することで金閣寺側の了承を貰うと映画作りに取り掛かった。本作では念願だった名カメラマンの宮川一夫とコンビを組み、原作の美を追求する方向性から、主人公の悩みの変遷を軸に物語を進める内容に変更し、人間の内面を鋭く描くために会社側が推したカラー撮影でなく、モノクロ撮影を採用した。映画『炎上』は国内の映画賞を幾つも受賞しただけでなく、ロンドン映画祭やヴェネチア国際映画祭に出品される等、国内外で高い評価を得た。そして市川が日本映画界の巨匠の1人と評されるきっかけの作品となった。その後も、当時の流行歌に便乗して企画された『あなたと私の合言葉・さようなら、今日は』を自身初のカラー・スコープで映画化すると、映画解説者の淀川長治の仲介で谷崎潤一郎原作の『鍵』を、和田夏十の企画で大岡昇平原作の『野火』を、立て続けに発表して国内外で高い評価を得た。また1959年からは、日本テレビの芸能局長をしていた作家の阿木翁助の頼みで、演出顧問という名目でテレビの単発ドラマの演出も手掛けるようになった。
1960年以降は、正月企画として製作された初のオムニバス映画である『女経』を、増村保造、吉村公三郎との共作で発表したことを皮切りに、『炎上』の主演を引き受けた市川雷蔵が企画を持ち込んだ山崎豊子原作の『ぼんち』を映画化し、自身も数年越しの企画だった幸田文原作の『おとうと』を、前々から惚れ込んでいた水木洋子の脚本で映画化する。特に『おとうと』で生み出された銀残しと呼ばれる映像処理は、その後、国内外を問わず、様々な映画で用いられる手法となった。以降も、自身の経験から1960年代当時のテレビ局の殺伐さを描いた『黒い十人の女』、島崎藤村原作の『破戒』、育児書を映画化した『私は二歳』、看板スターの1人だった長谷川一夫300本記念映画である『雪之丞変化』と、幅広いジャンルの作品を生み出した。また、石原プロモーションの旗揚げ作品となった堀江謙一原作の『太平洋ひとりぼっち』を、石原裕次郎からの依頼で監督を引き受け、映画化している。
このように大映時代（当初は東京撮影所で、『炎上』から京都撮影所にも進出）は、文芸映画を中心に、前述のような話題作を毎年のように発表した。とりわけ1960年（昭和35年）製作の『おとうと』は、大正時代を舞台にした姉弟の愛を宮川一夫のカメラで表現し、自身初のキネマ旬報ベスト・テンで1位に選出された。そして1964年（昭和36年）に大映東京で製作され、大映時代最後の作品となった『ど根性物語 銭の踊り』は、看板スターの1人だった勝新太郎の初の現代劇でもあったが、この作品を製作中に、監督人生を大きく変える『東京オリンピック』の依頼が舞い込むことになる。

### 東京オリンピック論争

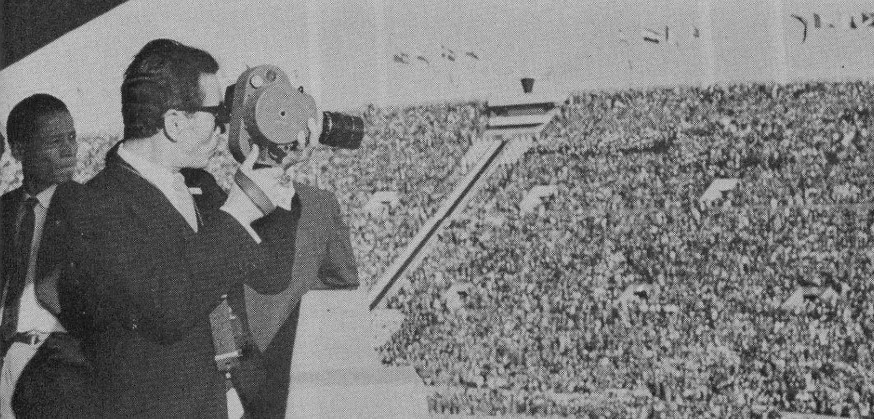
東京オリンピックの開会式を撮影する市川。

1964年10月10日に開幕予定の東京オリンピックの記録映画には当初、映画監督の黒澤明が総監督に就任して製作が進められていた。ところが、組織内部のニュース映画会社や映画の予算の規模を巡って対立が起こり、黒澤は降板してしまう。そして、複数の映画監督に総監督打診の話が盥回しされた末に、市川が当時契約していた大映社長の永田雅一の元に持ち込まれた。永田の依頼で映画『ど根性物語 銭の踊り』の製作を始めたばかりだった市川は、その永田から呼び出しを受け、同席していた映画のプロデューサーで読売新聞社長の田口助太郎から直々に打診を受ける。しかし、五輪にもスポーツにも興味がなかった市川は態度を保留、妻だった和田夏十と相談の上で、永田に判断を一任し、最終的に永田が、大映との契約を度外視しても良いので引き受けるよう、市川に伝えた事で総監督への就任が決まった。市川は『ど根性物語 銭の踊り』の製作を優先し、終了後に五輪の記録映画へ参加するという流れで承諾を取り付けると、春闘よる撮影トラブルに見舞われながらも『ど根性物語 銭の踊り』を撮り終え、4月の末に製作に取り掛かった。
オリンピックの記録映画というものがどういう方式で製作されるのか全く知らなかった市川は、総監督が不在でも国策事業である手前、それなりに準備が進んでいるのではないかと高を括っていた。しかし、いざ関わってみると、オリンピック映画協会の事務所はビルに小さく間借りされた状態で、人員もプロデューサーの田口と事務員、会計係の3人しか居らず、開会まで数か月しかないにもかかわらず、全く何も進んでいない有様だった。呆然とした市川だったが、プロデューサーの田口から、組織員会の仮承諾を得るための脚本づくりを提案されたのを皮切りに、手探りの状態で製作を進めて行った。
妻の和田夏十などの協力でシナリオ作りを進める一方、既存のスポーツ大会の記録フィルムやレニ・リーフェンシュタール監督の『民族の祭典』を参考鑑賞して記録映画に必要な演出を勉強しながら、記録映画に必要な機材や人員の確保に奔走した。製作の段取りを進める中で、市川は「記録映画といっても映画には変わりはない。作りたい映画を作るしかない」と考え始め、自分流の記録映画を作るという確信を持つに至った。映画の主役は巨大な東京という都市そのものだという考えから、開催前から五輪開発で変貌していく東京の街並を撮り続け、大会競技の前後にも物語があるという考えから、競技中以外も撮影部にカメラを回させ、その撮影部に対しては、大会中は映るものは全て五輪の参加者であるという考えから、競技を観戦する観客たちといった「雑感」も進んで撮るよう、徹底させた。また市川は、自身が五輪やスポーツに疎いからこそ、スポーツファンだけを喜ばす映画にはしないと考え、この考えを製作スタッフ全員が共有しなければ映画の統一感は生まれず、撮影前の打ち合わせこそが最大の演出であると結論付けた。そのため、開催中は毎日、リモート方式による綿密な打ち合わせを行うこととし、映画資金の増額のためにプロデューサーの田口と同行して国会の予算委員会へ要望を出したり、撮影フィルムを確保するため企業からフィルムを無償提供して貰う代わりにタイアップ映像を挿入するといった試みも行うなど、撮影の環境を徐々に整えていった。
大会中、市川は赤坂離宮に移転した事務所本部に常駐し、部局単位の打ち合わせを毎朝、徹底的に行いながらも、バレーボール競技など一部の撮影に実際立ち会うなど、アグレッシブに活動した。日本晴れの中で開催された開会式では、あまりの素晴らしさに思わずカメラを廻すこと忘れるなどハプニングもあったが、閉会式までシャカリキに働き続けた。そうしてオリンピックが無事に終了した後も、スタジオが提供した編集室に籠って、時には自宅に機材を持ち込んで、公開時期のギリギリまで、編集作業に明け暮れた。
こうして大会翌年の1965年（昭和40年）に公開された『東京オリンピック』は、当時の興行記録を塗り替えた。この映画では冒頭に競技施設建設のため旧来の姿を失ってゆく東京の様子を持ってきたり、一つのシーンを数多くのカメラでさまざまなアングルから撮影したりした。また、2000ミリ望遠レンズを使って選手の胸の鼓動や額ににじむ汗を捉えたり、競技者とともに観戦者を、勝者とともに敗者を描くなど、従来の「記録映画」とは全く性質の異なる作品に仕上げた。
だが、完成前の試写を見たオリンピック担当大臣の河野一郎が、臨席した東京都知事に「記録性に欠ける」と批判めいた感想を漏らし、それを聞いた新聞記者が大々的に報道したことから、「『東京オリンピック』は記録映画か芸術作品か」という大論争を呼び起こすことになった。
市川は、映画『東京オリンピック』はスポーツ解説でなく、映画として評価して欲しいと考えていたが、本作はその後のドキュメンタリーの流れを大きく変えてしまうほど、国内外に多大な影響を与えた記録映画として評価された。また本作の影響を受けて以降、市川の演出スタイルは撮影や編集などの手法が大きく変貌し、同時期に、妻だった和田夏十が脚本家としての筆を置き、直後に乳癌を発病したこともあって、シナリオ作りなどの製作方面でも、その手法が大きく変わっていくことになる。

### テレビ放送への進出
テレビ放送の開始で、映画が全盛期から斜陽期へと向かう時代が忍び寄る中、映画関係者の中にはテレビに敵対意識を持ったり、蔑視する者が少なくなかった。そんな中、市川はテレビの新メディアとしての可能性に注目し、映画監督としてはいち早く1959年（昭和34年）よりこの分野に積極的に進出した。市川はテレビ創成期の生放送ドラマ、ビデオ撮りのドラマから実験期のハイビジョンカメラを使ったドラマまでを手掛けた。1965年（昭和40年）から1966年（昭和41年）にかけて放送された『源氏物語』（毎日放送）では、美術や衣装を白と黒に統一するなど独特の演出を手がけ、演出指導を務めた「夕顔の巻」では国際エミー賞にノミネートされた。テレビコマーシャルでは、大原麗子を起用したサントリーレッド（ウイスキー）がシリーズ化され、長年に渡って放映された。
1972年（昭和47年）に監督・監修を手がけた、中村敦夫主演の連続テレビ時代劇『市川崑劇場・木枯し紋次郎シリーズ』（フジテレビ）はフィルム撮り作品だが、斬新な演出と迫真性の高い映像から、歴史的な名作となった。ただし市川が直接監督したのは、第一話から第三話までと、最終話であり、監修がメインだった。木枯し紋次郎は、その後のテレビ時代劇に大きな影響を与えたと言われている。
また、全民間テレビ放送局で同時放送された『ゆく年くる年』において1979年（昭和54年）から1980年（昭和55年）（東京12チャンネル制作）まで総監督も務めた。

### 昭和後期
1969年（昭和44年）には、映画監督の黒澤明が呼びかけ人となって自ら人選した「四騎の会」の結成に、木下惠介、小林正樹と共に参加する。山本周五郎の『町奉行所日記』を原作とした、単純明快な痛快時代劇として映画『どら平太』のプロデュースを藤本真澄に、配給を東宝で行う事として、4人で脚本を共同で執筆する事になるが難航し、当初は4人共同監督で映画化とも発表されたが、市川の撮影シーンをどの部分にするかで揉めて中止となる。黒沢明は「気が付くと自分と小林正樹が映画のことで話がはずみ、市川崑は金のことばかり考えていた」と述懐している。その後「四騎の会」は解散に近い形で活動を休止し、市川は後年、「本当は続けたかったが、4人のまとめ役がいなかった」と語り、3人が亡くなったのちに自身で『どら平太』を監督している。ちなみに、市川は生涯を通じて自己出資の映画はほとんど撮っておらず大手の雇用監督に徹しており、頓挫した本作と後年の『股旅』が例外となるが、ここで既に予算管理に目配りする傾向を示していたことは、後年の東宝におけるプロデューサー兼任待遇につながっている。
映画『東京オリンピック』の反響は、市川の心身を大いに疲弊させ、此処から約10年ほど映画製作が沈滞気味となる。とは言え寡作状態だったわけではなく、『東京オリンピック』と同じ年の11月から翌年の5月まで、上記のテレビドラマ『源氏物語』の演出を手掛けるなど、映像制作には積極的に関わり続けた。1967年には、TBSのディレクターだった堂本暁子（後年に千葉県知事となった）の仲介で日伊合作の人形劇映画『トッポ・ジージョのボタン戦争』を、1968年には『東京オリンピック』のノウハウを活かして、高校球児たちの人間模様を描いたドキュメンタリー映画『第50回全国高校野球選手権大会 青春』を発表すると、1971年には東宝の専務取締役だった藤本真澄の要請で、恋愛映画『愛ふたたび』を発表し、7年ぶりに劇映画へ復帰する。1973年には、米国のプロデューサーから、1972年ミュンヘンオリンピックの各競技種目を8人の映画監督で撮るという『時よとまれ、君は美しい/ミュンヘンの17日』に参加し、男子百メートル決勝を担当した。また同年にはATGに企画を持ち込んだ『股旅』が高評価を得、同作の製作資金捻出のために企画したテレビドラマ『木枯らし紋次郎』も大ヒットしたりと、何かしらの話題作を継続的に発表していった。この間の1970年には日本万国博覧会の日本館内で8面マルチスクリーン方式で上映された『日本と日本人』の監督も手がけている。
1970年代は、かつてのホームグラウンドであった大映が1971年に倒産し、東宝も1972年に分社化方針を打ち出すなど、映画業界全体が大きく変わりつつあった。その中に於いて、市川は東宝の子会社の1つであった芸苑社と関わり合いを持ち、夏目漱石原作の『吾輩は猫である』や、瀬戸内晴美原作の『妻と女の間』（映画監督豊田四郎と共同監督）を発表していく。
1970年代後半に入り、メディアミックスによる収益システムを確立した角川春樹が横溝正史の「金田一耕助シリーズ」の映画化を企画し、紆余曲折を経て市川が『犬神家の一族』の監督を担当することになった。映画は作品の完成度に加え、角川による連日の大量CMや関連会社にチケットの購入を押し付ける戦略も相まって大ヒットし、同年のキネマ旬報ベストテン5位、同読者選出1位、第1回報知映画賞作品賞など久々に好評価も獲得し、これを機に横溝正史ブームが始まり、市川は70年代の後半を、東宝での金田一シリーズ5作品の監督に費やすが、その合間にも、手塚治虫原作の『火の鳥』を、実写とアニメーションの合成で映画化する等、意欲作を発表して行った。
1980年代になっても、山口百恵の引退作となった川端康成原作『古都』の映画化を皮切りに、海外ミステリーを翻案した『幸福』を製作会社との要望を踏まえて銀残しで発表するなど、作品作りを続けていく。そして谷崎潤一郎原作の『細雪』でまたもやヒットを飛ばす。

### 和田夏十の死
デビューから一貫して市川と公私に亙るパートナーだった和田夏十は、1964年の『東京オリンピック』を最後に脚本家を休筆し、長らく乳癌との闘病生活を送っていたが、その間も、間接的に市川に助言やアイディアを提供し、市川も、和田のテイストを意識した脚本を盛り込むなど、関係は続いていた。しかし、1982年の元日の朝に和田の容体が急変し、三が日後に入院する事態となる。和田の急変時、市川は上記の映画『細雪』の撮影のクランクアップ直前で、流石に心労が堪えて、撮影中も無口でいることが多かったが、和田が劇中のラストを部分執筆したことも相俟って、「夏十さんの気迫が、逆に僕の心の支えになっていた」と後年に述懐するほど、『細雪』は市川曰く、どうしても忘れられない特別な作品となった。和田は映画の完成を見ることなく、翌年の1983年2月28日に62歳で死去し、和田を欠いた中で市川は映画作りを続けることになる。

### 昭和晩期から平成にかけて
その後は、宇野千代原作の『おはん』、オリジナル版を自らリメイクした『ビルマの竪琴』、三島由紀夫原作の『鹿鳴館』、新藤兼人原作の『映画女優』、日本最古の物語文学である『竹取物語 (1987年の映画)』などの歴史文芸大作が中心となり、一方では『四十七人の刺客』、『どら平太』、『かあちゃん』など、時代劇の領域で成果を収める。キネマ旬報ベストテンでは、これまで18本の作品がベスト・テンに選出された。
2003年（平成15年）にはフィルムセンターにて初期作品も含めた65本を上映する特集が組まれ、前後して初期・中期の作品が相次いでDVD化された。2006年（平成18年）には30年前に監督した『犬神家の一族』をセルフリメイクした『犬神家の一族 (2006年の映画)』を発表、これが遺作となった。
2001年頃から腰が悪くなり、歩行時にステッキを必要とし、また、食欲不振も起こすようになる。2008年（平成20年）2月13日午前1時55分、肺炎のため東京都内の病院で死去した。92歳没。3月11日、日本政府は閣議において市川に対し、長年の映画界への貢献および日本文化の発展に尽くした功績を評価し、逝去した2月13日に遡って正四位に叙すると共に、旭日重光章を授与することを決定した。
同年3月30日、お別れの会が成城の東宝撮影所第9ステージで開かれ、映画関係者や俳優ら850人が参列した。石坂浩二、岸恵子、吉永小百合、山田洋次ら18人が発起人となり、石坂・岸が弔辞を読んだ。その他、中村敦夫、松岡功（東宝）、角川春樹、角川歴彦、日枝久（フジテレビ）、黒鉄ヒロシ、篠田正浩、三谷幸喜、谷川俊太郎、和田誠、浅丘ルリ子、佐久間良子、富司純子、島田陽子、浅野ゆう子、鈴木京香、松嶋菜々子、野田秀樹、岩城滉一、長塚京三、草笛光子、中村メイコ、藤村志保、萬田久子、中井貴恵、風吹ジュン、岸部一徳、うじきつよし、石橋蓮司、横山通乃（横山道代）、三条美紀、佐々木すみ江、岡本信人、渡辺篤史、尾藤イサオ、あおい輝彦、中井貴一、豊川悦司、司葉子などが参列した。墓所は川崎市春秋苑。

## 人物評
有馬稲子と不倫関係を持ち、後に有馬が堕胎したことを彼女自身が書いている。
市川を高く評価し続けた批評家としては、「超の字がつく巨匠」と追悼文を書いた浦崎浩實をはじめ、佐藤忠男、双葉十三郎らがいる。荻昌弘も、市川作品の中ではほとんど無視に近い扱いを受けている『病院坂の首縊りの家』『竹取物語』を映像限定で絶賛する一文を書くなど好意的であった。娯楽に徹するという姿勢では、石上三登志、森卓也ら、その志向を支持する方面からの評価も高い。市川作品を嫌う批評家も多く、蓮實重彦、山根貞男らは全く認めようとしなかった。
皮肉屋の一面もあった。そのため、まったくそりの合わなかった一人に『股旅』の主演者・萩原健一がいる。『日本映画[監督・俳優]論』では、萩原が顔をハチに刺された際に「すいません」と謝ると、市川は「おまえ、長谷川一夫じゃねえんだろ」と冷酷に言い放ったという。萩原は、遠まわしな批判から始めて話しているうちに不愉快な経験を思い出し、「大嫌い、市川崑」と述べている。一方で、自身最多である14本に出演した加藤武はカメラが回る前後に「名優、お願いします」「え、名優の演技、それだけですか」などとやられ、そこで現場が爆笑に包まれるのが凄く楽しい雰囲気だったと正反対の感想を述べ、厳粛な黒澤明と対照的な両巨匠の現場を体験できたのは幸せだったと語っている。
映画監督は孤独であるという哲学を持っていた。監督となって暫くして肌で感じたことで、皆で力を合わせて映画を作る一方で「自分1人で作っている」という意識がないと駄目で、部屋の中で椅子に座って自分1人でモノを創っている姿が、映画監督としての最終形ではないかと考えていた。そのため、「人の気持ちを気にし過ぎて、どこかで自分を見失っていたことも度々あったと思う」「家庭を中心とした日常生活とは別に、映画作りという複雑な状況を、経験すればするほど孤独というところに行ってしまう」と述べている。一方で「孤独になればこそ、どこかで人と接触したいし、人の心が分かりたいと思う」とも述べている。
戦後に始まった労働運動である春闘について、一定の理解を示しつつも、特に映画会社の組合が行った時間ストライキによって、定時を越えた現場からスタッフが連れ戻されて撮影が中断したり、撮影所の出入りやロケを禁じられたりと、製作への支障が頻発する度に、独立プロや外部のスタジオに応援を要請するなど、苦労が絶えない混乱した次期を過ごした経験から、「やりかたが少し無茶で、現場ばかりが苦しむのには感心しなかった」 と語っている。
映画監督として様々なジャンルに挑戦したが、「SFだけは体質的に合わなかった」とコメントしており、SFXなどの特撮パートを他者が撮り、自身が撮影したの本編パートと擦り合わる手法を苦手としていた。『未知との遭遇』などの洋画を鑑賞してもあまり感動できなかったが、唯一、『2001年宇宙の旅』だけは訴えてくるものがあったと述懐している。また『スター・ウォーズ』に関しては「SFでなく一種の活劇」と解釈しており、「映画としてのリズムが大変現代的だった」と評価していた。
60年の監督生活を長期間特定の会社に専属することなく過ごし、なおかつ低落し続ける日本映画界でほとんどブランクなく撮り続けたが、これだけ各社を飛び回りながら、大手映画会社では松竹とだけ縁がなかった。1980年代に半村良の『妖星伝』映画化が同社製作で発表され、そのほか池波正太郎作品やシネマジャパネスクでも名前があがったが、いずれも実現しなかった。五社英雄による自作の映画化の出来を嫌った池波は後継に市川を希望したが、結局条件があわず、降旗康男が立っている。ちなみに、池波は映画ファンとしては洋画に偏向しており、この際に沢島忠の名を知らなかったために退けた。
また、市川は1970年代から1980年代にかけて、6本の東宝映画をプロデューサー兼任で監督している。日本映画で、監督が自ら出資することなく社員として所属するわけでもない大手の映画に2本以上連続して兼任プロデューサーで迎えられ続けた例は非常に珍しい。しかも市川は元々東宝育ちながらかなり長期間同社と絶縁に近い状態にあったこともあり、プロデューサーシステムの厳しさで有名な東宝でこの待遇を得たのは、スタジオ制度の変質も影響しているとは思われるが、異例の厚遇である。

## 映像技術 / 作風

### テクニックと演出
- 新東宝で監督としてデビューから暫く、畳敷き部屋の演出が苦手で、初期の撮影で組んだ小原譲治の畳嫌いもあって、室内の撮影は主に洋間で撮影をしていた。ところが、後に大映に移籍してからは洋間の撮り方が分からなくなり、以降は、日本間で室内の撮影をする事が多くなった。ただ、市川自身は洋間を気に入っており、自宅は全て洋間で造られていたという[48]。
- セット・プランを考案する際は、大まかなデッサンを自身で描き、それを美術監督に渡して、その人なりのイメージを膨らませて貰うようにしていた。また空間の効果を考え、撮影に必要な部屋の他に、もう一つ「遊びの部屋」を作って、そこを経由して撮ると「芝居をする部屋」として活きると考えていた。日本家屋を撮影する場合は、襖と鴨居、そして畳の線が作り出す日本間の美しさに拘り、日本間を少しだけ俯瞰ぎみに撮影して、梁や畳の線の中に人物を埋め込むという事に注力し、結果、日本家屋を広く立派に魅せる事に成功している。ただし、狭い日本家屋の設定の場合、畳は必ず三畳間で撮影するという別の拘りもあった。屋根瓦を撮る際は、日本画では、上から見下ろした構図が多いことに着目して俯瞰で撮る事が多かったが、灰色で単純な線の瓦屋根も美しさを見せるため、様々な角度で撮るよう心掛けていたという[49]。
- デビューから戦後の1960年代頃までは、風景1つを撮影する時も時間と日数をかける事が多かったが、90年代ごろになると撮影時間が無くなり、良い風景を見つけた際は俳優を待たせ、そちらの撮影を優先させることもあったという。また、俳優とは直接関係のない小物を撮影する際も、別班を立てず、自身が拘りを持って撮影をしていたという[50]。
- 戦争が話の流れに関わるなど、時代背景を見据えた作品を撮る際は、浮き彫りとなる人間像に着目し、時代と人間から見た2つの目線を映画として1つに照合させるという話の流れを常に意識していたと証言しており、周囲が時代に翻弄されても、主人公たちは我関せずの立場をとるという対比構造を、山崎豊子原作の『ぼんち』や谷崎潤一郎の『細雪』を映画化した際に用いている[51]。
- ミステリー映画を撮る際は、犯人を終盤まで隠して謎解きをする話の構成は採らず、話の途中で犯人が誰か観客に仄めかす演出をして、それ以降は犯行動機などを紐解く構成をすることが多かった。これは、海外の作品が犯人を突き止めることを主眼に置く一方、日本の場合は犯行動機の追及といった情感に訴える傾向が強く、さらに自身の作品では美女を犯人にすることが多かったため、よりドラマチックな展開とするための演出結果だったと述べている[52]。
- 映画のラストは、主人公が別離したり、不在状態となったり、何かを喪失した状態で終わることが多いが、市川曰く、輪廻転生に於ける再生の意味合いも込められているとされ、「人の生涯は河の流れみたいなもので、生まれて、暮らして、死んで、また子供が生まれてということの繰り返しですよね。何かが去った後で、また何かが生まれてくるだろうという考え方に、僕は大変に執着しているんじゃないでしょうか」とコメントしている。一例として、『病院坂の首縊りの家』のラストで横溝正史扮する老推理作家に「あったものは壊れていくよ。その時にまた新しいものが生まれるんだよ」という台詞を言わしている[53]。
- タイトルアートに関しては、映画のタイトルは「人間で言えば顔、家で言えば表札で、作品内容を端的に表す重要な要素である」と語り、デビュー作から一貫して市川自身がデザインしている。『犬神家の一族』のような巨大な明朝体タイトルが有名であるが、横長のシネスコサイズでは小さなタイトルが綺麗に映えるとして、タイトルを極端に小さくしている。字体は明朝体を好むが、書き文字も得意で、助監督時代はタイトルを自作して、当時の金額で20円ほどの小遣い稼ぎをしていたが、監督となってからは、ほとんどタイトルを自作しなかったという[54]。
- エンドタイトルは「完」の文字を使うが、「終」よりもスッキリと画面に収まるからだという。また、映画の終わりから数分間は、作品の創意が締め括られる大切な部分であるため、エンドマークの出し方にも相当の拘りがあったという[55]。
- 今でも熱狂的ファンを持つに至るコン・タッチと呼ばれる独特のカット繋ぎは、市川曰く、編集をよく担当した長田千鶴子の功績が大きいとされるが、市川自身も「スクリーンには映らないショットとショットの繋ぎ目に作品の成否かかっている」「編集はやりがいのある最後の勝負」と後年語り、その信条を長田が明確に把握してくれた結果とも述べている。また市川は、肉眼でフィルム1コマの長さを目測できる特技を持っており、映画の編集が全て終わった後でも、ダビングの最中に「１コマ長いから切る」或いは「2コマ足す」という手間のかかる手直しを平然とやっていたという[56]。
- 木枯し紋次郎においても、東京オリンピックにおいても、スローモーションを上手に使っていた。「市川マジック」[要出典]とも呼ばれた所以である。一方で、細かいテレビのカット割りで、カメラがめまぐるしく動くことに対して、非難されたこともある。市川の作品には、「文芸作品」「時代劇」「アニメーション」「ドキュメンタリー」「コメディ」「メロドラマ」「ミステリー」など、非常に多くの分野が含まれた。
- 大作『東京オリンピック』の後に人形劇『トッポ・ジージョのボタン戦争』を手がけたり、横溝正史のおどろおどろしい『獄門島』と『女王蜂』との間にアニメ合成を駆使した漫画の神様である手塚治虫の原作を映画化した、ファンタジー映画『火の鳥』を製作し、作風は多彩である。キャスト・スタッフのクレジットにおいて、「画面に沿って直角に曲げて表記する」という独特の表記法が有名で、庵野秀明監督のテレビアニメ『新世紀エヴァンゲリオン』[注釈 6]ではオマージュが見られた[57]。
- 晩年には、黒鉄ヒロシの漫画による紙人形で全編を撮影した『新選組』がある。また、30年ぶりにセルフリメイクした『犬神家の一族』では、まったく同じ脚本を用い同じ主演俳優を起用してみたりもした。カット割や構図も前作を踏襲したものが多いが、前作では飄然と汽車に向かう金田一がリメイク版では画面に向かってお辞儀するエンディングとなっており、この挨拶が（エンドロールを除いて）市川の長年にわたる監督生活のラストカットとなった。

### 脚本
脚本は当初、妻の和田夏十に委せることが多かった。和田は『東京オリンピック』を最後に脚本の筆を置き、直後に乳癌を発病して闘病生活に入ると、新たに脚本家を迎えて執筆することが多くなった。和田の脚本は『細雪』のラスト直前の小料理屋のシーンが遺作となった。和田の病気引退後は、大部分の作品に自らが執筆参加している。
ミステリ映画脚本の際に用いられるペンネーム「久里子亭」（くりすてい、アガサ・クリスティーのもじり）は、当初は和田と市川の、後年は日高真也と市川の共同名義である。このネーミングに示されるようにミステリーへの造詣も非常に深い。好みの海外作家としてエラリー・クイーンやアガサ・クリスティーをはじめ、ディクスン・カーやエド・マクベイン、そしてハードボイルドものではミッキー・スピレインを挙げているが、中でもジェームズ・ヒルトンの『学校の殺人』が一番のお気に入りで、行儀よく理路整然としたスマートな雰囲気が好きで映画化の話もあったという。また国内作家では後述の映画化も多く手掛けた横溝正史や江戸川乱歩、久生十蘭、大下宇陀児、甲賀三郎、松本清張、森村誠一を好んで読んでいた。『犬神家の一族』では脚本第1稿から謎解きドラマで、同時期の『八つ墓村』（1977年（昭和52年）、松竹、監督：野村芳太郎）と好対照を成した。その他の金田一耕助シリーズでも、派手なスプラッタ場面などを織り込みつつも、毎回同じキャラクターなのに違う役名で現れる加藤武演ずる警部には、当初金田一を邪魔者扱いしながらも後半には微かな友情が芽生えるが、毎回リセットされてしまう（次作ではまた初対面）など、遊びの要素があった。
脚本を完全単独執筆することはほとんどなかった。『女王蜂』の脚本を共同執筆した桂千穂は、市川から突然「海辺を疾駆する白い馬の絵が撮りたい」と言われ、それはストーリーとどう結びつくのかと尋ねたところ、そこを君が考えてくださいと返された。桂は脚本と平行して映画評論家としても知られるが、作家のテーマ語りや自分語りを嫌い娯楽性を重視するタイプでもあり、一貫して市川作品を支持し続けている。インタビューなどでも作品論を理論づけたりすることは得意ではなく、来日した評論家あがりのフランソワ・トリュフォーを苛々させたこともあった。
市川は「日本文学全集」（石上三登志）と揶揄気味に評されるほど純文学の映画化が多く、文芸映画で非常に高い業績を残している。夏目漱石、三島由紀夫、谷崎潤一郎を各2回映画化しているほか、泉鏡花、幸田文、石原慎太郎、大岡昇平、島崎藤村、瀬戸内寂聴、山崎豊子、村松梢風らを手がけている。

### 音響
テビュー初期から効果音を重視しており、映画の臨場感や編集のリズムを左右すると考えていた。ただ、音が必要な場合と不必要の場合があり、それを取捨選択をする作業を自身が好んでいたと後年に証言している。戦前から戦後直後までの日本映画は、サイレント撮影によるアフレコが主流であったが、市川は戦後、鑑賞した外国映画に同録による風の音が使用されていることに興味を持ち、以降は録音部に、同録時に収録された風の音をそのまま活かすよう注文をつけるようになった。さらにアフレコのダビングの際も、態々別録りした風の音を必ず使用するようになったという。市川自身は風の音を「空気音」と呼び、一種の「佇まい」であると表現している。

### キャスティングとスタッフ
『犬神家の一族』以降、石坂浩二は多くの作品で重用された（石坂とは「年少の友人」として公私に渡る付き合いだった）。
岸恵子は期間、本数、役柄の多彩さ、いずれも抜群で、同志的とも言える結びつきがある（『細雪』では当初予定していた山本富士子が舞台と重なった代わりにオファーを受けるなど、後年の市川への弔辞でも強い信頼関係をうかがわせた）。
多くの大映作品で主演した船越英二、50年にわたって要所要所で招かれた仲代達矢も重要なパートナーであった。
助演では、岸田今日子が大映時代より長きにわたり起用されていた。
加藤武をはじめ、浜村純、北林谷栄、草笛光子、菅原文太、三條美紀、常田富士男、井上博一、神山繁、岸部一徳、白石加代子、小林昭二、石橋蓮司、横山通乃、大滝秀治らを上手く用いた。
尾藤イサオ、石倉三郎、うじきつよしなどは名バイプレイヤーとしての素質を発掘され、連続起用されている。
長期間現役を貫いたこともあり、親子2代・3代にわたって仕事を共にした人々も少なくない（師匠にあたる万作の息子である伊丹十三は常連であり、影響を強く受けて監督デビューし、さらにその子である池内万作もリメイク版『犬神家の一族』に出演した）。
作曲家の山本直純と山本純ノ介、脚本家の八住利雄と白坂依志夫らが親子、詩人で多くの脚本を書いた谷川俊太郎、その子で晩年作品のほとんどで音楽監督を務めたジャズピアニストの谷川賢作らはスタッフとなっている。

## 影響
市川の独特の映像表現は、後進の映画監督の一部に影響を与えている。
- 若松孝二は『股旅』を素晴らしい映画と述べている[62]。若松は同映画が、洋画『さすらいのカウボーイ』の焼き直しであることを、知らなかったようである。
- 伊丹十三は『お葬式』製作発表の記者会見で「師匠は市川崑さんです」と明言している。その後も、完成したシナリオは必ず市川のもとに届けられたという。
- 三島由紀夫は、市川と和田夏十との共著『成城町271番地』の序文で「日本映画の一観客として、どの監督の作品をいちばん多く見ているか、と訊かれたら、私は躊躇なく市川崑氏の作品と答える」と寄稿している。
- 池波正太郎は、フランス映画など洋画への造詣が深く自作にも趣向を導入している作家だが、1980年ごろに自作映画化の出来栄えを批判した文章で、かなうならば理想の監督は市川崑であると書いている[要出典]。
- ソール・バスは、「グラン・プリ」のタイトル・バックに『東京オリンピック』の影響があると語っている[63]。
- 日本映画好きのフランソワ・トリュフォーは、市川や中平康に影響を受けていた[要出典]。
- いわゆる「市川組」出身の映画監督には、東宝の古沢憲吾・橋本幸治・手塚昌明、日活の舛田利雄・江崎実生、大映の増村保造・田中徳三・池広一夫らがいた。和田誠・森遊机編の『光と嘘 真実と影 市川崑監督作品を語る』（河出書房新社、2001年（平成13年））では塚本晋也、井上ひさし、小西康陽、橋本治、椎名誠、宮部みゆきなど各界の市川ファンが賛辞を寄せている。特に橋本は『ふしぎとぼくらはなにをしたらよいかの殺人事件』などでもオマージュを繰り返し捧げている筋金入りのファンであった。エンターテインメント小説家・安達瑶の片方である安達O（男）が信奉者で、一時、助監督を務めた。
- 岩井俊二は市川を強く敬愛し『市川崑物語』を監督している。

## その他
「肉しか食べない」という逸話が流布されるような偏食家であった。事実、市川は魚介類が一切食べられず、これは幼少期に甘やかされて育ったためと、後に証言している。2008年（平成20年）5月30日に放送された『スタジオパークからこんにちは』（NHK）に出演した石坂浩二の話によると、ある日、油分が多い牛丼を食べている市川を見て石坂が注意したところ「こんな年になってそう食生活なんて変えられないよ」と笑っていたという。
大変なヘビースモーカーとしても有名である。チェリーとキャメルのどちらかを、一日に100本は欠かさずに吸っており、手を使わずに喫煙できるように、抜歯した歯の隙間に挟んで喫煙していたことでも知られ、撮影中はもちろんインタビューを受ける時もくわえたばこがトレードマークだった。文化功労者に選出された1994年（平成6年）には『NHK紅白歌合戦』に審査員として出演したが、司会の古舘伊知郎から「場内は禁煙でございますので」と忠告され頭をかいていた。編集する際もたばこを咥えていたため、フィルムをライトに透かした際にフィルムを焦がすこともあったという。
『億万長者』で初めて使用したアリフレックスに夢中になり、妻の和田夏十を説得して私用に一台購入し、後年にはスタインベックという編集機を私的に購入するなど、凝り性であったという。

## 和田夏十
妻は脚本家の和田夏十であった。東宝撮影所で知り合い、1948年（昭和23年）に結婚した。和田は40年近くにわたって市川の生活を支えるかたわら、生涯でほとんどの市川作品の脚本を手がけるという、文字通り公私における市川のパートナーだった。そもそも「和田夏十」（わだなっと）という名は東宝撮影所時代に2人が共同執筆するためのペンネームとして使っていたもので、1951年（昭和26年）の『恋人』で「脚本の才能ではとても妻に及ばない」と市川がこれを妻に譲り、以後彼女専用のペンネームになったという経緯がある。

## 受賞・栄典

### 映画賞
- 1956年（昭和31年） 『ビルマの竪琴』で以下の賞を受賞。
  - エディンバラ国際映画祭グランプリ
  - ヴェネツィア国際映画祭サン・ジョルジョ賞
  - アカデミー賞外国語映画賞ノミネート
  - リスボン国際映画祭審査員特別賞
- 1959年（昭和34年） 『野火』で以下の賞を受賞。
  - ロカルノ国際映画祭グランプリ
  - バンクーバー国際映画祭カナダ映画協会賞
- 1960年（昭和35年） 『鍵』でカンヌ国際映画祭審査員賞
- 1961年（昭和36年） 『おとうと』でカンヌ国際映画祭フランス映画高等技術委員会賞スペシャルメンション
- 1962年（昭和37年） 『私は二歳』でアジア映画祭監督賞
- 1965年（昭和40年） 『東京オリンピック』で以下の賞を受賞。
  - カンヌ国際映画祭青少年向映画賞
  - UNICRIT賞
  - 英国アカデミー賞長編記録映画賞
  - 国連平和賞
  - モスクワ国際映画祭スポーツ連盟賞
- 1983年（昭和58年） 『細雪』で以下の賞を受賞。
  - アジア太平洋映画祭グランプリ
  - 同・監督賞
- 1984年（昭和59年） 『おはん』でアジア太平洋映画祭審査員特別賞
- 1994年（平成6年） 『四十七人の刺客』で東京国際映画祭審査員特別賞
- 2000年（平成12年） ベルリン国際映画祭特別功労賞
- 2001年（平成13年） モントリオール世界映画祭功労賞、第19回川喜多賞[67]
- 2007年（平成19年） 東京国際映画祭黒澤明賞

### 叙位・叙勲
- 1982年（昭和57年） - 紫綬褒章
- 1988年（昭和63年） - 勲四等旭日小綬章
- 1994年（平成6年） - 文化功労者
- 2008年（平成20年） - 叙正四位、旭日重光章追贈

## 助監督作品
- 『夜の鳩』（1937年5月11日、石田民三監督、J.O.スタヂオ）
- 『権三と助十』（1937年10月8日、伊丹万作監督、J.O.スタヂオ）
- 『山茶花街道』（1938年2月11日、並木鏡太郎監督、東宝映画・京都撮影所）セカンド助監督。
- 『花ちりぬ』（1938年6月15日、石田民三監督、東宝映画・京都撮影所）
- 『むかしの歌』（1939年2月1日、石田民三監督、東宝映画・京都撮影所）チーフ助監督。タイトルバックと選曲も担当。
- 『喧嘩鳶　前篇』（1939年7月9日、石田民三監督　東宝映画砧撮影所）
- 『喧嘩鳶　後篇』（1939年7月31日、石田民三監督、東宝映画砧撮影所）
- 『エノケンの誉れの土俵入』（1940年5月15日、中川信夫監督、東宝映画・砧撮影所）脚本のリライトも担当。
- 『旅役者』（1940年12月18日、成瀬巳喜男監督、東宝映画・砧撮影所）手書きタイトルも担当。
- 『エノケンの彌次喜多』（1940年12月29日、中川信夫監督、東宝映画・砧撮影所）脚本のリライトも担当。
- 『南海の花束』（1942年5月21日、阿部豊監督、東宝映画・砧撮影所）チーフ助監督。
- 『四つの結婚』（1944年9月28日、青柳信雄監督、太宰治『佳日』原作、東宝映画・砧撮影所）
- 『天晴れ一心太助』（1945年1月11日、佐伯清監督、黒澤明脚本、東宝映画）
- 『歌へ！太陽』（1945年11月22日、阿部豊監督、東宝映画）
- 『愛よ星と共に』（1947年9月24日、阿部豊監督、新東宝映画）
- 『破戒』（1948年、阿部豊監督、東宝映画）東宝争議で未完。後に松竹が木下恵介監督で完成。

## 監督作品

### 映画
- 『弱虫珍選組』（1935年）[68]

『野火』（1959年）

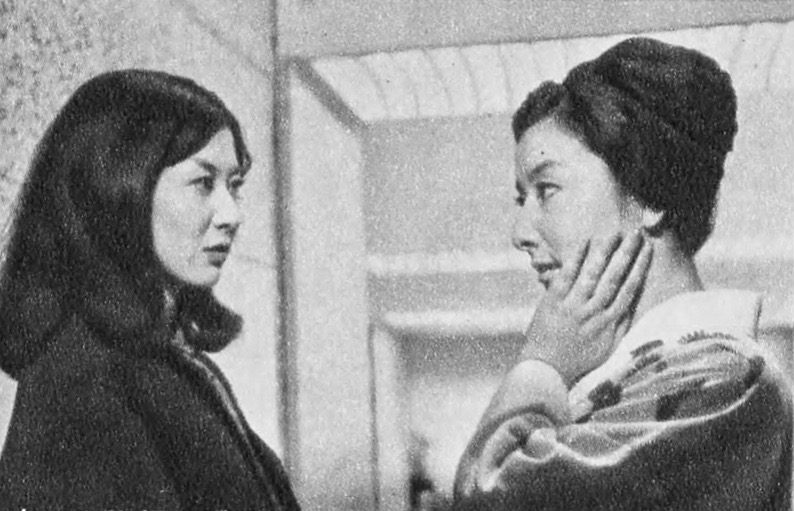
『黒い十人の女』（1961年）

- 『新説カチカチ山』（1936年完成＝公開年月日不詳、J・Oトーキー漫画部育映画[注釈 7]） - 演出ほか
- 『娘道成寺』（1945年＝未公開、東宝教育映画[注釈 8]） - 演出
- 『東宝千一夜』（1947年、新東宝） - 構成

以下が実質的な監督昇進後作品
- 『－「眞知子」より－ 花ひらく』（1948年、新東宝）
- 『三百六十五夜 東京篇・大阪篇』（1948年、新東宝）
- 『人間模様』（1949年、新東宝）
- 『果てしなき情熱』（1949年、新世紀プロ＝新東宝）
- 『銀座三四郎』（1950年、新東宝＝青柳プロ）[注釈 9]
- 『熱泥地』（1950年、新東宝））[注釈 10]
- 『暁の追跡』（1950年、田中プロ＝新東宝）[注釈 11]
- 『夜来香』（1951年、新東宝＝昭映プロ）
- 『恋人』（1951年、新東宝＝昭映プロ）
- 『無国籍者』（1951年、昭映プロ＝東横映画）
- 『盗まれた恋』（1951年、新東宝＝青柳プロ）
- 『ブンガワンソロ』（1951年、新東宝）
- 『結婚行進曲』（1951年、東宝）
- 『ラッキーさん』（1952年、東宝）
- 『若い人』（1952年、東宝）
- 『足にさわった女』（1952年、東宝）
- 『あの手この手』（1952年、大映京都）
- 『プーサン』（1953年、東宝）
- 『青色革命』（1953年、東宝）
- 『天晴れ一番手柄 青春銭形平次』（1953年、東宝）
- 『愛人』（1953年、東宝）
- 『わたしの凡てを』（1954年、東宝）
- 『億万長者』（1954年、青年俳優クラブ）
- 『女性に関する十二章』（1954年、東宝）
- 『青春怪談』（1955年、日活）
- 『こころ』（1955年、日活）
- 『ビルマの竪琴 第一部』（1956年、日活）
- 『ビルマの竪琴 第二部』（1956年、日活）[注釈 12]
- 『処刑の部屋』（1956年、大映東京）
- 『日本橋』（1956年、大映東京）
- 『満員電車』（1957年、大映東京）
- 『東北の神武たち』（1957年、東宝）
- 『穴』（1957年、大映東京）
- 『炎上』（1958年、大映京都）
- 『あなたと私の合言葉・さようなら、今日は』（1959年、大映東京）
- 『鍵』（1959年、大映東京）[注釈 13]
- 『野火』（1959年、大映東京）
- 『女経』（1960年、大映東京）[注釈 14]
- 『ぼんち』（1960年、大映京都）
- 『おとうと』（1960年、大映東京）
- 『黒い十人の女』（1961年、大映東京）
- 『破戒』（1962年、大映京都）
- 『私は二歳』（1962年、大映東京）
- 『雪之丞変化』（1963年、大映京都）
- 『太平洋ひとりぼっち』（1963年、日活・石原プロ）
- 『ど根性物語 銭の踊り』（1964年、大映東京）
- 『東京オリンピック』（1965年、東京オリンピック映画協会） - 総監督
- 『トッポ・ジージョのボタン戦争』（1967年、東宝東和）
- 『第50回全国高校野球選手権大会 青春』（1968年、朝日新聞・朝日テレビニュース社） - 総監督
- 『愛ふたたび』（1971年、東宝）
- 『時よとまれ、君は美しい/ミュンヘンの17日』（1973年、デビッド・ウォルパー・プロダクション）[注釈 15]
- 『股旅』（1973年、崑プロ＝ATG）脚本：市川崑・谷川俊太郎
- 『吾輩は猫である』（1975年、芸苑社）
- 『妻と女の間』（1976年、東宝=芸苑社）[注釈 16]
- 『犬神家の一族』（1976年、角川春樹事務所）
- 『悪魔の手毬唄』（1977年、東宝）
- 『獄門島』（1977年、東宝）
- 『火の鳥』（1978年、火の鳥プロ＝東宝）
- 『女王蜂』（1978年、東宝）
- 『病院坂の首縊りの家』（1979年、東宝）
- 『銀河鉄道999 (The Galaxy Express 999)』（1979年、東映） - 監修
- 『古都』（1980年、東宝＝ホリ企画）
- 『幸福』（1981年、フォーライフ＝東宝）
- 『細雪』（1983年、東宝）
- 『おはん』（1984年、東宝）
- 『ビルマの竪琴』（1985年、フジテレビ＝博報堂＝キネマ東京）
- 『鹿鳴館』（1986年、MARUGEN-FILM）
- 『映画女優』（1987年、東宝）
- 『竹取物語』（1987年、東宝＝フジテレビ）
- 『つる -鶴-』（1988年、東宝）
- 『天河伝説殺人事件』（1991年、東映=『天河伝説殺人事件』製作委員会）
- 『帰って来た木枯し紋次郎』（1993年、フジテレビ＝C.A.L）
- 『四十七人の刺客』（1994年、東宝）
- 『八つ墓村』（1996年、東宝）
- 『どら平太』（2000年、『どら平太』製作委員会＝日活）
- 『新選組』（2000年、フジテレビ＝メディアボックス）
- 『かあちゃん』（2001年、映像京都＝日活＝イマジカ=シナノ企画）
- 『犬神家の一族』（2006年、角川映画）
- 『ユメ十夜』（2007年、バイオタイド＝日活）[注釈 17]

### 主なテレビ作品
- 『恋人』（1959年、日本テレビ）
- 『冠婚葬祭』（1959年、日本テレビ）
- 『恋飛脚大和往来・封印切の場』（1959年、日本テレビ）
- 『隣の椅子』（1959年、日本テレビ）
- 『足にさわった女』（1960年、日本テレビ）
- 『駐車禁止』（1960年、日本テレビ）
- 『檸檬』（1961年、日本テレビ）
- 『破戒』（1961年、日本テレビ）
- 『プロ』（1963年、日本テレビ）
- 『源氏物語』（1965年 - 1966年、毎日放送）[注釈 18]
- 『木枯し紋次郎』（1972年 - 1973年、フジテレビ=C.A.L）[注釈 19]
- 『ただいま浪人』（1972年、フジテレビ）
- 『追跡』（1973年、関西テレビ）
- 『丹下左膳』（1974年、読売テレビ）
- 『われらの主役 男の詩・長嶋茂雄』（1977年、東京12チャンネル）
- 『われらの主役 金田一登場・石坂浩二』（1977年、東京12チャンネル）
- 『ゆく年くる年・その愛』（1979年、東京12チャンネル制作・全民放同時放送） - 総監督
- 『御存知!鞍馬天狗』（1989年、フジテレビ）
- 『終戦45年ドラマスペシャル 戦艦大和』（1990年8月10日、フジテレビ=東宝）
- 『その木戸を通って』（1995年、フジテレビ）[注釈 20]
- 『刑事追う!』（1996年、テレビ東京）
- 『赤西蠣太』 （1999年、テレビ東京=C.A.L）
- 『盤嶽の一生』（2002年、フジテレビ=映像京都）
- 『逃亡』（2002年、NHK）[注釈 21]
- 『黒い十人の女』（2002年、フジテレビ=共同テレビ）
- 『娘の結婚』（2003年、WOWOW=C.A.L）
- 『水戸黄門』（TBS）[注釈 22]

### 主なCM作品
- ホワイトライオン（ライオン歯磨 (現・ライオン)、1966年）
- ディスカバー・ジャパン（日本国有鉄道 (現・JRグループ)、1971年）
- 新幹線岡山開業 汽車会見篇（日本国有鉄道、1972年）
- ブリヂストン（ブリヂストン、1973年）
- 本造り黄桜 桜踊り篇（黄桜酒造 (現・黄桜)、1973年）
- トヨタ・スターレット（トヨタ自動車、1975年）
- HOYA バリラックス（保谷硝子(現・HOYA)、1976年）
- サントリーオールド（サントリー、1977年）
- カネボウ シルクレディ（カネボウホームプロダクツ (現・クラシエホームプロダクツ)、1977年）
- クボタ 業容篇（久保田鉄工 (現・クボタ)、1977年）
- アクアフィルター（アメリカンドラッグ・コーポレーション、1978年）
- ニチレイ コーンポタージュ（日本冷蔵 (現・ニチレイ)、1978年-1980年）
- 味の素 ハイ・ミー（味の素、1979年）
- ぺんてるシャープ（ぺんてる、1979年）
- オールトヨタ・セール（トヨタ自動車、1980年）
- サントリーレッド、オールド（サントリー、1980年-1990年）
- フジ ビデオカセット（富士写真フイルム (現・富士フイルム)、1981年）[注釈 23]
- ナショナルαデジタル 「甲子園の詩」シリーズ（松下電器産業 (現・パナソニック)、1982年）計15本
- 龍角散 エチケット（龍角散、1983年）
- 三洋証券 がんばれ!ニッポン! 山下篇（三洋証券、1983年）
- 日本中央競馬会 少年と馬篇（日本中央競馬会、1983年）
- ナショナル 全自動洗濯機“愛妻号” 単身赴任物語（松下電器産業、1986年）
- 日本高速通信 0070 涙篇（日本高速通信、1988年）
- ナショナルのあかり おかえりなさい神戸のあかり篇（松下電器産業、1995年）[69]

### ドキュメンタリー
- 『銀座100年』（資生堂=宣映、1967年） - 監修
- 『京』（オリベッティ、1968年） - 製作・監督
- 『太陽のオリンピア MEXICO 1968』（メキシコ・オリンピック組織委員会、1969年） - 日本版監修
- 『日本と日本人』（東宝、1970年） - 総監督[注釈 24]
- 『長江』（さだ企画=中国中央電視台、1981年） - 総監修
- 『やすらぎ』（泉放送制作、1985年） - 監修
- 『子猫物語』（フジテレビジョン、1986年） - 協力監督

### 舞台
- 『弥次喜多・東海道中膝栗毛』（東京宝塚劇場、1968年）
- 『つる』（デスクK、1970年） - 演出[注釈 25]
- 『バンパの活躍』（デスクK、1970年） - 演出[注釈 25]
- 『情婦 -検察側の証人-』（PARCO劇場、1980年）

### 書籍
- 和田夏十と共著『成城町271番地：ある映画作家のたわごと』（白樺書房、1962年）- 電子書籍で改訂再刊
- 編『日本の名随筆40 顔』（作品社、1986年）
- 『KON 市川崑』（光琳社出版、1998年）- 劇場公開作品73作品の名場面を収録した大判写真集
- 『監督 市川崑　別冊太陽』（平凡社、2000年）
- 和田誠・森遊机『光と嘘、真実と影：市川崑監督作品を語る』（河出書房新社、2001年）

没後出版
- 『シネアスト 市川崑　キネ旬ムック』（キネマ旬報社、2008年）
- 『市川崑大全』（映画秘宝編集部編、洋泉社、2008年）
- 土屋好生『映画監督市川崑　崑さんをめぐる映画の旅』（近代映画社、2009年）

## 出演
テレビ
- 第45回NHK紅白歌合戦（1994年12月31日、NHK総合・ラジオ第1） - 審査員

映画
- ザ・マジックアワー（2008年）
三谷幸喜監督作品。『黒い十人の女』のパロディ「黒い101人の女」を撮影している映画監督役で出演。市川の没後に公開され、「市川崑監督の思い出に捧げる」と映画のラストに表示された。

CM
- パイロット万年筆 「カスタム」
- 日産自動車・セドリック（1967年）
- 紀文食品「玉子豆腐」(1974年)
- シャープ「テレビデジタルセンサー、ロングランカラー」(1977年)
- アメリカンドラッグコーポレーション「アクアフィルター」（1978年）
- 龍角散「エチケット」(1983年)
- 柳屋本店「柳屋ヘアリキッド」